# فرس البحر طويل الخطم
فرس البحر طويل الخطم (الاسم العلمي: Hippocampus reidi) (بالإنجليزية: Longsnout seahorse)‏ هو نوع من الأسماك يتبع جنس فرس البحر من فصيلة زمارات البحر.